# Josef Matyáš
Josef František Matyáš (27. ledna 1929 Nekoř, Československo – 25. listopadu 2023) byl český matematik, výzkumný pracovník a průkopník v oboru optimalizace regulačních procesů. Jeho výzkum byl soustředěn zejména na aplikace teorie pravděpodobnosti a matematické statistiky s ohledem na metody řešení matematických problémů na analogových počítačích. Krom toho byl praktikujícím katolíkem, amatérským zahrádkářem a nadšencem v oblastech filozofie a astronomie.

## Mládí a studia
Josef Matyáš se narodil v roce 1929 v Orlických horách. Pochází z chudé rodiny, jeho otec byl cestář a matka pracovala v zemědělství. V roce 1943 dokončil své základní vzdělání v Jablonném nad Orlicí. Pak začal studium na Obchodní akademii v Praze, jelikož obchodní školy byly jedny z mála, které nebyly nacisty zrušeny. V roce 1944 však byla i tato střední škola Protektorátem zavřena (jako všechny ostatní střední i vysoké školy). Po válce se Josef přihlásil nejprve na Obchodní akademii v Chocni, nicméně po jednom roce se rozhodl přejít na gymnázium.

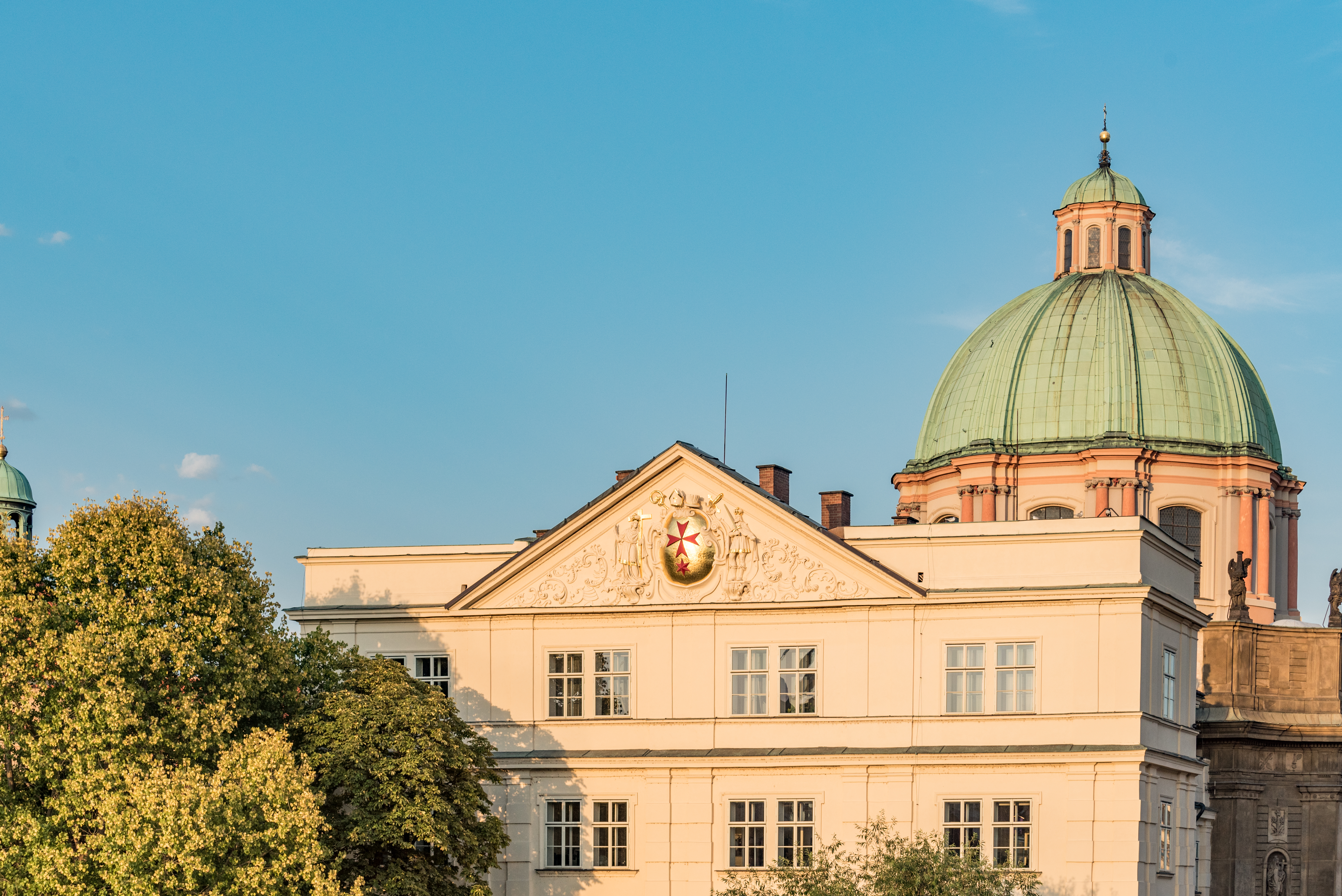
Klášter křižovníků s červenou hvězdou

Tak se 17letý Josef pustil do studia na Arcibiskupském gymnáziu v Praze. V červnu 1947 ale bylo gymnázium výnosem ministerstva školství zrušeno a výuka byla přesunuta do Bohosudova. V té době se Josef dověděl o možnosti ubytování v Klášteře křižovníků pro věřící studenty (tzv. juvenát), a tak se místo přesunu do Bohosudova rozhodl spolu se skupinou spolužáků pokračovat ve studiu na Jiráskově gymnáziu v Resslově ulici.
Tím, že byl ubytován v klášteře, se mj. stal v dubnu 1950 přímým svědkem brutální Akce K, po které byl klášter střežen policisty a milicionáři. V této souvislosti se Josef Matyáš se spolubydlícím Jiřím Kalvodou rozhodli pomoct zachránit většinu hodnotné náboženské literatury, která se v Klášteře křižovníků nacházela, než ji milice objeví a zlikvidují. Po získání klíče od knihovny vyházeli knihy z okna k řece. Tam se po setmění dostavili na vypůjčené loďce a knihy převezli na Čertovku, kde už čekali další věřící studentky a studenti s kufry, kteří knihy uschovali.
Po maturitě v červnu 1950 byl Josef přijat na studijní obor Matematika-fyzika na Přírodovědecké fakultě Univerzity Karlovy v Praze. Po prvním roce studia se rozhodl pro specializaci Matematická statistika z přesvědčení, že byla z nabízených možností nejlépe použitelná v praxi. V době jeho studia se od Přírodovědecké fakulty vyčlenila samostatná fakulta Matematicko-fyzikální. V roce 1954 tedy při promoci získal titul ‚promovaný matematik‘ již na této nové fakultě.

## Práce a úspěchy
Po úspěšném ukončení studií matematiky na Karlově univerzitě v roce 1954 obdržel Josef Matyáš dle potřeb národního hospodářství okamžitě umístěnku na Ředitelství SHD (Severočeských hnědouhelných dolů) jako dispečer provozu v Teplicích. Podle umístěnky bylo jeho povinností pracovat tam nejméně 3 roky. Jakožto promovanému matematikovi mu bylo dáno za úkol počítat vagony uhlí. Po roce se mu však po dohodě s vedením SHD podařilo pracovní poměr rozvázat a obstarat si zaměstnání v Ústavu pro výzkum radiotechniky (ÚVR) v Opočínku u Pardubic, kde bylo možné reálně uplatnit získané vzdělání.
Od srpna 1955 do ledna 1990 tedy pracoval Josef Matyáš v ÚVR Tesla Pardubice. Jako matematik se věnoval práci na výzkumu metod analogového, digitálního a hybridního počítání, metod optimalizace a statistických výpočtů. Je spoluautorem odborné knihy „Technika použití elektronických analogových počítačů“ a autorem druhé knihy „Metody vyšetřování spojitých systémů a jejich optimální regulace“. Obě knihy vyšly v Praze roku 1963 a následně také v anglickém překladu v roce 1968. Pracovat na těchto dvou knihách současně byla mimořádná výzva, o které dodnes mluví jako o cenné zkušenosti. V dubnu 1970 mu byl po předchozím úspěšném obhájení kandidátské práce udělen titul Kandidát věd (CSc.) a v listopadu téhož roku pak za tutéž práci obdržel i vědeckou hodnost Doktor přírodních věd (RNDr.).

## Vědecká činnost
RNDr. Matyáš uveřejnil více než 75 vědeckých a technických článků v českých i zahraničních časopisech, vypracoval více než 40 výzkumných zpráv a o výsledcích svých výzkumných prací přednášel na více než 35 technických konferencích, kolokviích a vědeckých kongresech. Kromě toho mu bylo uznáno 15 patentů, z nichž většina jsou speciální výpočetní obvody s možností použití v různých technických přístrojích a počítačích.
Téměř všechny zmiňované konference se odehrávaly v socialistických zemích či přímo v SSSR, několik služebních cest bylo do NSR a jedna do Švýcarska. Významnou výjimkou mohla být v roce 1966 konference v USA. Na tu byli v tehdejší ČSSR přihlášeni 4 zájemci, z nichž Matyáš jako jediný připravil přednášku o náhodných procesech, která byla Američany přijata a zařazena do programu konference.
Ministerstvo (tou dobou konkrétně Státní komise pro techniku) kvůli vysokým nákladům na cestu rozhodlo, že vyšle pouze jednoho účastníka. Naděje si však Josef Matyáš dělal marně, z politických důvodů byl vybrán jiný zájemce, stranicky angažovaný pracovník ministerstva. Ten Matyášovi nabídl, že za něj přednášku na konferenci přečte, což bylo pochopitelně zdvořile odmítnuto.
RNDr. Matyáš byl členem Československé vědeckotechnické společnosti, která mu udělila několik vyznamenání za dobrou práci. Získal také celou řadu cen v teoretických a technických soutěžích na svém pracovišti a je držitelem čestných osvědčení za nejlepší řešení různých matematických problémů.

## Soukromý život
Před tím, než se Josef Matyáš přestěhoval do Pardubic a založil rodinu, trávil prakticky všechen svůj volný čas a prázdniny v rodném Bořitově výpomocí na polích. Pomáhal tak starat se o hospodářství staršímu bratrovi Stanislavovi, který byl mj. nadšeným včelařem, hudebníkem a profesí truhlářem. V mládí Josefovi vyrobil kytaru, na kterou se pak Josef mohl učit hrát během studií v Praze.
Josef Matyáš se oženil krátce po dokončení studia na Karlově univerzitě a má 3 dcery. Jeho manželka Hedvika, která byla zdravotní sestrou, ho podporovala v jeho vědecké a technické práci. Kromě matematiky se zajímal také o fyziku, astronomii a filosofii. Mluvil anglicky, německy a rusky. Ve svém volném čase vždy rád poslouchal klasickou hudbu a pracoval na svojí zahrádce.
Od února 1990 byl v důchodu. Začátkem devadesátých let jezdili často s Hedvikou jako průvodci a tlumočníci na zájezdy do Rakouska, Švýcarska a Německa. Od roku 1993 také pořádali každý měsíc v Pardubicích na farnosti tzv. Seniorklub, který vedli 17 let.

## Seznam patentů
(V závorkách datum udělení patentu, číslo patentu, případný spoluautor)
1. Zpožďovací linka (prosinec 1958, 87975, spoluautor Ing. V. Borský)
2. Sumační dvojnásobný integrátor (září 1959, 91648)
3. Subakustická zpožďovací linka (říjen 1959, 92150, spoluautor Ing. V. Borský)
4. Počítací stroj na hledání kořenů polynomů s reálnými nebo komplexními koeficienty (říjen 1959, 92178)
5. Elektrický obvod pro řešení rovnic druhého řádu (březen 1960, 94866)
6. Analogový počítací stroj na hledání geometrických míst kořenů polynomů (květen 1960, 95376)
7. Programovací schéma analogového diferenciálního analyzátoru pro realizaci případně simulaci systémů s proměnnými parametry z impulsní odezvy (květen 1960, 95391)
8. Generátor skupiny n náhodných procesů s vlastními a vzájemnými spektrálními hustotami (listopad 1960, 97379, spoluautor Ing. J. Šilhánek)
9. Programovací schéma analogového diferenciálního analyzátoru pro řešení rovnic s proměnnými koeficienty (srpen 1962, 104788)
10. Generátor skupiny n diskrétních náhodných procesů (srpen 1962, 104828, spoluautoři RNDr. L. Prouza, Ing. J. Šilhánek)
11. Obvod ke vzorkování spojitého signálu a integraci vzorků (červen 1966, 118651, spoluautor Ing. V. Jelen)
12. Zapojení pro modelování impulsních systémů (únor 1968, 126294)
13. Zařízení pro řešení soustavy lineárních algebraických rovnic (únor 1969, 131027, spoluautoři Ing. M. Staněk, Ing. P. Novák)
14. Analogové zařízení pro elektrické vyhodnocování proměnných veličin (prosinec 1971, 143940, spoluautor Ing. M. Staněk)
15. Analogové zařízení pro vyhodnocování neperiodických elektrických veličin (srpen 1972 145 146 spoluautor Ing. M. Staněk)

- Zapojení pro řešení lineárních algebraických rovnic – patent nebyl udělen, pouze zlepšovací návrh
- Náhodný optimalizátor – patent ani zlepšovací návrh nebyl udělen